# Terre et Peuple

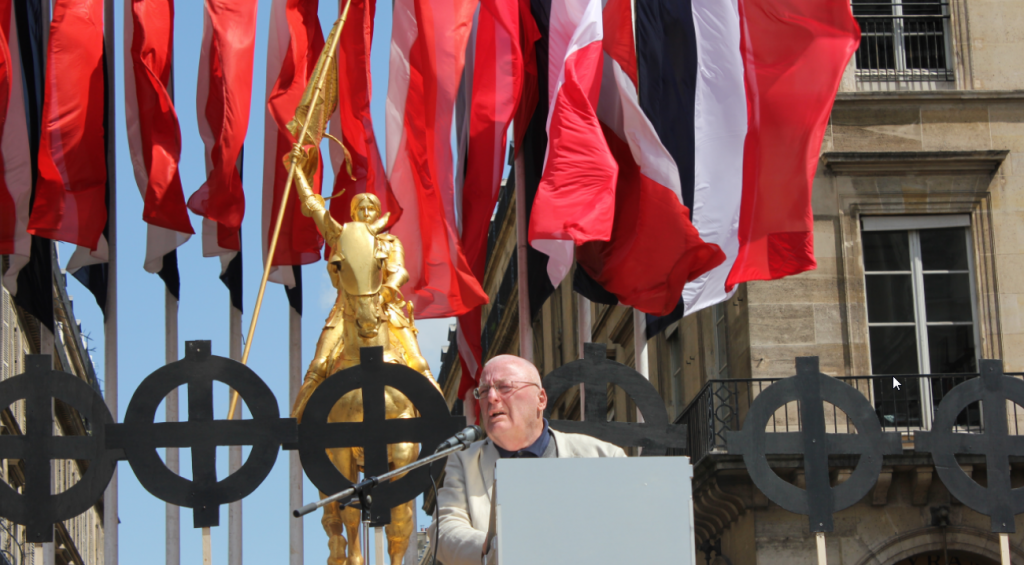
Pierre Vial în cadrul unui eveniment al organizației Terre et Peuple din 2012.

Terre Et Peuple (în română Patrie și Popor; abreviat T&P sau TP) este o asociație culturală neopăgână și de extremă dreapta franceză înființată de Pierre Vial. Deși convingerile sale sunt asemănătoare cu cele ale mișcării identitare, asociația precedă mișcarea și terminologia acesteia.

## Istoric
Pierre Vial (născut 1942) este un medievist asociat Universității Lyon 3⁠(d) implicat în activismul de extremă-dreapta încă din anii 1960. Cofondator al organizației Groupement de recherche et d'études pour la civilisation européenne (GRECE) - think tank al Nouvelle Droite - și secretar al acesteia între 1978 și 1984. Convingerile sale neopăgâne sunt influențate de Marc „Saint-Loup” Augier. În 1988, Vial a devenit membru al consiliului liderilor Frontului Național (FN).
Din punctul său de vedere, atât GRECE, cât și FN au ignorat dimensiunile etnice al conceptului de identitate, motiv pentru care a decis să-și înființeze propria mișcare. A fondat asociația culturală Terre et Peuple (T&P) în 1994 și a lansat-o public în 1995. Conform politologilor Jean-Yves Camus și Nicolas Lebourg, T&P poate fi interpretată drept facțiunea rasialistă a GRECE. Spre deosebire de Alain de Benoist și Charles Champetier, T&P este inspirată de interpretarea ipotezei ciocnirii civilizaților dată de Guillaume Faye și a importanței pe care o dă conflictelor. Originea Terre et Peuple - după Camus și Lebourg - este regăsită în membrii cu aspirații neopăgâne din Frontul Național. După ce a devenit membru al partidului, Vial a devenit responsabil de organizarea facțiunii ale cărei convingeri erau în tradiția fondatorului François Duprat.
Legăturile dintre T&P și FN erau slăbite în 1998 când facțiunea lui Vial s-a alăturat lui Bruno Mégret și încercării sale eșuate de a prelua conducerea partidului. După acest eveniment, Terre et Peuple s-a asociat cu noul partid al lui Mégret, Mișcarea Republicană Națională⁠(d). Această relație a fost distrusă după atentatele din 11 septembrie 2001 când Mégret a susținut cauza evreilor în defavoarea musulmanilor.
T&P are filiale internaționale în Belgia, Spania (Tierra y Pueblo), Portugalia (Terra et Povo) și Italia (Terra Insubre). Începând din 2013, aceasta a luat parte la activitățile rețelei neonaziste elvețiene Action Européenne.